# 刘元鼎
刘元鼎（?—?），唐朝汴州尉氏县人，劉仁軌玄孙，刘滔曾孙，京兆少尹刘昂的孙子，刘子之的儿子。
刘元鼎历任慈州、蔡州、寿州、绛州刺史。入朝为大理卿。长庆元年（821年）九月，唐朝与吐蕃在长安会盟。唐穆宗命大理卿、兼御史大夫刘元鼎充西蕃盟会使，以兵部郎中、兼御史中丞刘师老为副，尚舍奉御、兼监察御史李武、京兆府奉先县丞兼监察御史李公度为判官。十月十日，与吐蕃使盟，刘元鼎、刘师老会同宰相与尚书右仆射韩皋、御史中丞牛僧孺、吏部尚书李绛、兵部尚书蕭俛、户部尚书杨于陵、礼部尚书韦绶、太常卿赵宗儒、司农卿裴武、京兆尹柳公绰、右金吾将军郭鏦及吐蕃使者论讷罗盟京师西郊。刘元鼎再与论讷罗同赴吐蕃国就盟，长庆二年（822年）四月二十四日到逻些，五月六日会盟。六月，刘元鼎自吐蕃回京。刘元鼎娶郑王李亮后裔，有二子刘思、刘略。刘思，字秀挺；刘略，官至朝请大夫、守卫尉卿、柱国、分司东都、赐紫金鱼袋。